# Post disco
Post disco – gatunek muzyki elektronicznej powstały w Nowym Jorku i innych miastach w latach 80. XX wieku. Wpływ na powstanie gatunku miała muzyka elektroniczna i muzyka eksperymentalna, zwłaszcza dub, disco, R&B, funk, a także inne gatunki muzyczne. Największymi twórcami byli tacy artyści jak Evelyn King, D-Train, Patrice Rushen, Mtume, Freeez, Telex, Madonna, czy Shep Pettibone, Frankie Knuckles, Larry Levan.